# Странджанска художествена школа
Странджанската художествена школа е иконописна школа, намираща се в югоизточна България, в района на планина Странджа.

## История
Странджанската художествена школа е основана през средновековието. В стила на иконописната школа, барокът като изкуство има силно влияние. Характерно за зографите от иконописната школа, е влиянието върху детайлите, особено върху живописните сцени. Най-активният период за творчество в школата е през началото XIX век. В градовете Одрин, Лозенград, Виза, Малък Самоков е съсредоточено творчеството на зографи, които творят в този стил.

## Наследство
- „Успение Богородично“ (1781)